# Roxann Dawson
Roxann Caballero (Los Ángeles, 11 de septiembre de 1958), más conocida como Roxann Dawson y a veces acreditada como Roxann Biggs y Roxann Biggs-Dawson, es una actriz, productora y directora estadounidense, conocida por su papel de B'Elanna Torres en la serie de televisión Star Trek: Voyager.

## Primeros años
Dawson nació en Los Ángeles, California, de los padres Richard y Rosalie Caballero. Se graduó en 1980 de la Universidad de California, Berkeley.

## Carrera

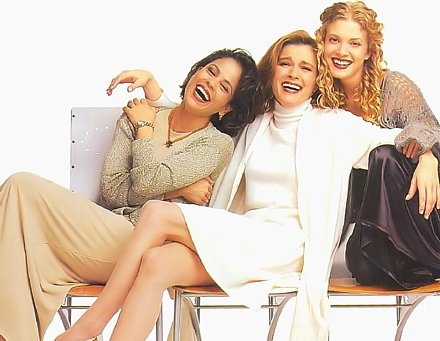
Imagen grupal de Roxann Dawson, Kate Mulgrew y Jennifer Lien tomada por EJ Camp en 1995.

### Actuación, dirección y producción
El primer trabajo como actriz profesional de Dawson fue en la producción de Broadway A Chorus Line. En 1989 Dawson trabajó en el drama Nightingales, de la NBC. Trabajando en ese drama conoció al director de reparto Eric Dawson, quien se convertiría en su segundo esposo. Una vez cancelado el programa, la empresa de Eric le conseguiría papeles secundarios en Matlock y Jake and the Fat man. Mientras trabajaba en Voyager, Dawson hizo su debut como directora en el episodio "Acertijos", que se emitió en septiembre de 1999. Más tarde dirigió la segunda parte del episodio doble "Fuerza Laboral" y dirigió 10 episodios de Star Trek: Enterprise. En 2002 prestó su voz para la computadora de la estación de reparaciones en uno de los episodios de Star Trek: Enterprise que dirigió.
Sus otros créditos en televisión incluyen apariciones en Nightingales (serie de televisión), Vigilantes de la playa, The Closer, Matlock, Jake and the fat man, Los intocables, Any day now, Without a trace, The Lyon´s den, The division, la versión estadounidense de Coupling y la serie de ciencia ficción Seven days.
Ha dirigido episodios de Charmed, The OC, Close to home, Lost, Heroes, Hawthorne, The Closer, Cold Case, Caprica, The mentalist y Treme. En 2010, dirigió el episodio "Teacher and pupils", de la segunda temporada de Lie to Me y "On Tap", episodio de la segunda temporada de The Good Wife. En 2013, dirigió "Reunions", episodio del 22 de marzo de Touch, y "Eye-Spy", y el episodio del 15 de octubre de Agents of SHIELD. En 2014 dirigió el episodio del 5 de marzo, "The dream catcher" de Revolution, y el episodio "Phobia" del 22 de octubre de Stalker. Para la temporada 2015 de la serie original de Amazon "Bosch", dirigió el episodio 6, "Donkey´s years"
Dawson también se desempeñó como productora en "Scandal", "Crossing Jordan" y "Cold Case".

### Escritura
La primera obra de Dawson, Desire to Fall, fue producida por el taller de Circle Repertory Company en 1986.
El segundo título de Dawson, Passage Through the Heart, debutó en 1997 en la Universidad de Minnesota Duluth.
De 2000 a 2001, Dawson coescribió con Daniel Graham una trilogía de novelas de ciencia ficción, Entering Tenebrea (ISBN 0-671-03607-6), Tenebrea´s hope (ISBN 0-671-03609-2) y Tenebrea Rising (ISBN 0-671-03611-4).

## Vida personal
Después de su divorcio en 1987 del actor Casey Biggs, quien formó parte del reparto de Star Trek Deep Space Nine en el papel del cardasiano Damar, Roxann se casó con el director de reparto Eric Dawson en mayo de 1994. La pareja se conoció en 1989, cuando ella participaba en el drama televisivo Nightingales (serie de televisión). Tienen dos hijas:. Emma (17 años) y Mia (16 años).